# Néosol
Pour la mésologie (science des milieux) et la pédologie (science des sols), un « néosol » (néo-sol) est un 

« sol en voie de formation au sens chimique du terme. Les composantes chimiques et organiques du sédiment extrait ne sont pas à l'équilibre avec le milieu aérien. Il s'ensuit un processus de transformation plus ou moins lent, jusqu'à obtenir un sol ayant des caractéristiques pédologiques et agronomiques spécifiques »

C'est le premier stade de la pédogenèse et l'un des premiers stades de la succession écologique.
La naissance et l’évolution des néosols naturels sont souvent à mettre en relation avec la géomorphologie et parfois avec l'histoire anthropique du lieu. Les néosols jouent un rôle majeur dans certains processus de résilience écologique et sylvogénétiques.

## Sources de néosols
Un néosol peut se former passivement :
- sur une roche volcanique récemment formée (lave ou île volcanique émergeant de l’océan) ou sur les cendres ou poussières émises par un volcan ;
- sur les talus d’éboulis naturels ;
- sur les zones de recul de glaciers ;
- sur des accumulations de particules fines d’origine éolienne (sur les lœss en fin de phase glaciaire par exemple), mais aussi sur des cendres volcaniques ;
- en petite quantité dans les arbres (au sein du bois mort ou dans des « caries », à condition qu’il y ait assez d’humidité, et à partir de feuilles et/ou bois en décomposition et des excréments d’oiseaux, d'animaux saproxylophages, etc. ;
- sur tout substrat minéral abandonné et non fréquenté.

L’homme crée parfois également, volontairement ou non des néosols (on parle alors aussi d'anthroposols), par exemple sur :
- les pentes où l'homme a aménagé des terrasses cultivées[3] ;
- des « stériles minières » ou de carrières (ex. : sur un terril) ;
- les zones de régalage de boues de curage de cours d'eau (fréquemment déposées le long du cours d'eau curé)[4], avec d’éventuels problèmes liés aux polluants souvent présents dans les sédiments de cours d’eau ;
- d’anciennes zones humides (par exemple exondées à la suite d'un drainage ou d'une baisse de la nappe en raison de prélèvements excessifs) ;
- des zones faisant l’objet d’apports de terre ou d’autres substrats utilisés comme remblai ou comme substrat, par exemple pour préparer un futur espace vert[5] ;
- sur la roche-mère mise à nu lors de travaux (notamment en déblai/remblai) ;
- des sols salinisés ou dégradés/érodés car déboisés, mal exploités ou surexploités (le néosol est alors constitué par apport de terre végétale, de matière organique et/ou d’autres amendements[6]. L’apport de bois raméal fragmenté (BRF) est aussi un moyen de constituer un néosol.

## Modélisations
La capacité d’un sol à se reconstituer sur un substrat vierge dépend de nombreux facteurs, dont la température, la disponibilité en eau douce (sous forme de précipitations ou de rosée), la composition chimique ou biochimique du substrat, l’ensoleillement, la proximité d’un autre sol et le passage d’animaux migrateurs qui pourront être une source de propagules, d’excréments susceptibles d’enrichir le substrat en matière organique et oligoéléments, etc. (Car un néosol peut être totalement vierge de banque de graine.)
Pour mieux répondre aux besoins de renaturation accélérée, par exemple à la suite d'une perturbation écologique naturelle (coulée de boue, glissement de terrain, grave incendie de forêt) ou lors de chantiers de travaux publics, ou encore lors d'opérations de réhabilitation de paysages dégradés ou bouleversés par l'industrie minière, on cherche à mieux comprendre et modéliser cette capacité des sols à se reconstituer selon le climat et le contexte pédopaysager et historique (pollution…). Il s'agit aussi de pouvoir planter des espèces compatibles avec le type de néosol, espèces qui le stabiliseront et participeront à son enrichissement.